# Bijji
Bijji fou un estat tributari protegit de l'Índia, del tipus zamindari, dins de l'estat de Bastar a les Províncies Centrals. Estava format per 85 pobles amb una població de 10.529 habitants el 1881.
La superfície de l'estat era de 2200 km².